# Pauderney Avelino
Pauderney Tomaz Avelino (Eirunepé, 24 de setembro de 1954), é engenheiro civil, empresário, e político brasileiro, filiado ao União. Ocupa também o cargo de secretário-geral de seu partido, além de ser presidente estadual do DEM no Amazonas. Foi deputado federal entre 1991 e 2007 e entre 2011 e 2019, e é ex-Secretário Municipal de Educação de Manaus.
Pauderney foi eleito pela terceira vez em 2017, pelo Departamento Intersindical de Assessoria Parlamentar (DIAP), um dos cem parlamentares mais influentes do Brasil.

## Biografia
Nascido em Eirunepé, município no sudoeste do Amazonas, Pauderney mudou-se para Manaus ainda na juventude. Formou-se em engenharia civil em 1979 e chegou a iniciar o curso de direito, ambos na antiga Universidade do Amazonas, atual Universidade Federal do Amazonas. De acordo com o portal da Câmara, Pauderney não chegou a concluir o curso de direito. 
Atuou como professor da antiga Escola Técnica Federal do Amazonas, atual Instituto Federal do Amazonas, de 1974 a 1978. Foi também um dos sócios-fundadores da Construtora Capital, empresa que mantém até os dias atuais. A partir de 1989 ocupou o cargo de diretor da Federação das Indústrias do Estado do Amazonas, até 1990. No mesmo período, foi integrante do Conselho Municipal de Contribuintes.
Em 1992 foi condecorado pelo governo da Itália com a comenda Cavalieri di Gran Croce, e no mesmo ano recebeu a Ordem de Rio Branco, em Brasília.

## Carreira
Filiou-se ao antigo Partido Democrata Cristão (PDC) em 1990. Em 1993 o PDS fundiu-se com o Partido Democrata Cristão (PDC) e surgiu o Partido Progressista Renovador (PPR), que deu origem ao Partido Progressista (PPB, hoje PP). Em 1997, trocou o PPB pelo Partido da Frente Liberal (PFL) que, em 2007, foi renomeado Democratas (DEM), partido onde atua até os dias atuais e do qual é secretário-geral do partido.
Está em seu sexto mandato de deputado federal, sendo quatro consecutivos, entre 1991 e 2007, e outros dois também consecutivos desde 2011. Licenciou-se do mandato de deputado federal, na legislatura 2011-2015, para assumir o cargo de secretário municipal de Educação de Manaus, em 4 de janeiro de 2013. Reassumiu o mandato na Câmara dos Deputados em 18 de dezembro de 2013. Foi vice-líder da minoria no Congresso Nacional entre 11 de março de 2015 e 22 de fevereiro 2016. Pauderney também foi líder do Democratas na Câmara em 2016, quando liderou o movimento pela cassação do mandato da ex-presidente Dilma Rousseff. Ele foi o responsável por elaborar uma denúncia, que incluía os decretos não numerados de verbas suplementares e sem autorização do congresso, que serviu de base para o impeachment. 
Nas eleições de 2018, foi novamente candidato a deputado federal pelo DEM, mas não conseguiu ser reeleito e ficou na condição de segundo suplente de sua coligação.

## Mais influentes do DIAP
Desde 2015 o deputado figurou na lista dos 100 parlamentares mais influentes do Congresso Nacional, Departamento Intersindical de Assessoria Parlamentar (Diap). Entrou na classificação de debatedores entre os "Cabeças" do Congresso Nacional, que são na definição do DIAP, os parlamentares que conseguem se diferenciar dos demais pelo exercício de todas ou algumas das qualidades e habilidades aqui descritas. Entre os atributos que caracterizam um protagonista do processo legislativo , destacam a capacidade de conduzir debates, negociações, votações, articulações e formulações, seja pelo saber, senso de oportunidade, eficiência na leitura da realidade, que é dinâmica, e, principalmente, facilidade para conceber ideias, constituir posições, elaborar propostas e projetá-las para o centro do debate, liderando sua repercussão e tomada de decisão. Os Cabeças do Congresso procuram ocupar espaços e explorar os assuntos que possam ser notícia. Conhecedores das regras regimentais, que regem as sessões e o funcionamento das Casas do Congresso, exercem real influência nos debates e na definição da agenda prioritária. Com suas questões de ordem, de encaminhamento, discussão de matérias em votação, obstrução do processo deliberativo, dominam a cena e contribuem decisivamente na dinâmica do Congresso.
Na última edição da pesquisa (2017), Pauderney Avelino é descrito como uma das referências na Casa pela articulação, formulação e negociação em matérias tributárias, administrativa e previdenciária. Diz ainda que é assíduo aos trabalhos de comissões e plenário. Faz oposição acirrada ao governo Lula. E também um defensor aguerrido dos interesses de sua região, especialmente do Polo Industrial de Manaus.

## Controvérsias

### Superfaturamento
Em 16 de agosto de 2013, o subsecretário de Educação de Manaus Deuzamir Pereira afirmou ao jornal A Crítica que existiria um grupo que "assalta o dinheiro público" por meio de aluguéis de prédios onde funcionam escolas do município. A prefeitura, de acordo com o subsecretário, gastava R$ 29 milhões com aluguéis de imóveis usados como escola. Disse ele: "Isto (aluguel) é um negócio sujo (...). Chega a contaminar parte do tecido. E nós precisamos extirpar esse câncer". Disse ainda que alguns prédios eram verdadeiras espeluncas. Dias depois ele foi chamado a dar explicações na Câmara Municipal de Manaus, e negou ter feito as declarações apontadas pelo jornal. Segundo Deuzamir, ele teria dito apenas que os alugueis eram um câncer, e não que haveria uma quadrilha. O subsecretário pediu perdão aos vereadores e disse que estava se penitenciando em público pelas declarações. Semanas depois ele acabou sendo exonerado por ordem do então secretário Pauderney.
A questão dos alugueis voltou à tona em 16 de março de 2016, quando o Tribunal de Contas do Estado do Amazonas condenou Pauderney a devolver R$ 4,6 milhões de reais. Ele também foi multado em R$ 23 mil. Segundo auditoria realizada pelo Tribunal, ele teria praticado sobrepreço nos contratos de aluguéis de 47 prédios no período em que foi secretário de Educação de Manaus. O maior contrato, no valor de R$ 1,4 milhão, seria pago à empresa Millennium Locadora Ltda, relativo ao prédio onde funciona o depósito da Subsecretaria de Infraestrutura e Logística da Secretaria de Educação. A conselheira do TCE Yara Lins apontou seis irregularidades praticadas por Pauderney, como falta de regularização do imóvel alugado junto à prefeitura e ao Corpo de Bombeiros, ausência de certidão negativa de ônus e negativa de tributos, falta da declaração de Imposto Territorial Rural ou IPTU, além de falta de certidões necessárias à celebração dos contratos.
No entanto, no dia 30 do mesmo mês o próprio TCE decidiu cancelar a condenação. A defesa argumentou que havia uma contradição entre as conclusões dos órgãos técnicos consultados que invalidaria todo o processo. A conselheira Yara Amazônia Lins acatou a solicitação, alegando ser "por conta da problemática que advém de uma questão fundiária do município quanto à titularidade dos imóveis na capital, especialmente em áreas de invasão ou ocupação".

### Contas rejeitadas
Em dezembro de 2014, o plenário do Tribunal Regional Eleitoral do Amazonas rejeitou por unanimidade as contas da campanha a Deputado federal de Pauderney Avelino naquele ano. O relator do processo, desembargador Délcio Luís Santos, apontou várias irregularidades, como movimentações financeiras fora da conta específica do candidato e omissões de registros de despesas. O magistrado também citou um grande número de abastecimentos de combustível entre veículos não declarados à Justiça Eleitoral na prestação de contas do político, que teria ocorrido diariamente, segundo faturas anexadas aos autos, desde o dia 24 de agosto de 2014 até o dia da eleição, em 5 de outubro. Só no dia da votação, quando a lei proíbe a realização de carreatas, foram feitos mais de 200 abastecimentos de veículos não declarados. O gasto total da campanha com combustível foi de R$ 332,2 mil, o equivalente a 13% das despesas. 
A prestação de contas ainda teve várias omissões de registros de despesas em viagens feitas para o interior do Estado para fins de campanha. Segundo o relatório, entre 1 de agosto e 2 de outubro Pauderney viajou para Novo Aripuanã, Urucurituba, Itapeaçu, Montenegro, Itacoatiara, Tefé, Boca do Acre, Autazes, Tabatinga, Barcelos, São Gabriel da Cachoeira, Coari e Parintins, sem declarar despesas de transporte terrestre, alimentação, acomodação, pessoal, entre outras, de nenhuma dessas viagens. Ainda teria sido apresentado um cronograma de pagamento de dívidas de campanha sem apresentar o termos de anuência de seus credores nem a decisão da direção nacional do DEM, itens sem os quais o diretório local não pode assumir essas dívidas, segundo a Resolução 23.406 do Tribunal Superior Eleitoral. Além disso, o cronograma apresentado foi assinado por Amilton Bezerra Gadelha, sem que tivesse sido comprovado que ele ocupava a função de tesoureiro regional do partido.
Pauderney alegou que 51 dos veículos citados estavam devidamente registrados perante o TRE, e os demais foram participantes de carreatas realizadas pelo interior do Estado, e que o mero abastecimento de veículos para participação em carreatas, desde que não atreladas a compra de votos, não se configure como irregularidade.
Em março de 2018, a 2ª turma do Supremo Tribunal Federal rejeitou a abertura de inquérito contra o deputado.

### Lava Jato
Pauderney Avelino teve seu nome citado na gravação entre o ex-presidente da Transpetro, Sérgio Machado, delator da operação Lava Jato, e o presidente do Senado, Renan Calheiros. Na gravação, divulgada pelo site G1, ao citar Pauderney, Machado diz a Renan Calheiros: "como que você tem cara de pau, Renan, aquele cara, Pauderney, que agora virou herói. Um cara mais corrupto que aquele não existe". O Deputado informou que não conhece o ex-presidente da Transpetro e iria entrar com uma interpelação judicial contra ele no Ministério Público Federal. A gravação foi realizada no dia 11 de março. Na conversa, eles criticam o procurador-geral da República, Rodrigo Janot, e vários políticos, além de Pauderney: o ministro da Educação, deputado Mendonça Filho, o senador José Agripino Maia, presidente do DEM, os senadores Aécio Neves, presidente do PSDB e ex-candidato à Presidência da República em 2014, Fernando Bezerra e José Serra, atual ministro das Relações Exteriores e ex-candidato à presidência da República em 2002 e em 2006, e a presidente afastada Dilma Rousseff.

### Agressão
Pauderney afirmou ter sido hostilizado e agredido, no início da tarde de 13 de maio de 2016, ao chegar de Brasília, no Aeroporto Internacional Eduardo Gomes, em Manaus. Segundo ele, os atos foram praticados por um grupo de pessoas ligadas ao PT e ao PCdoB. De acordo com o parlamentar, o grupo, formado por 15 pessoas, o perseguiu no saguão do aeroporto lhe chamando de "golpista", por conta de sua posição no Congresso Nacional favorável à abertura do processo de impeachment da presidente da República Dilma Rousseff. "Eu cheguei ao avião e identifiquei que havia umas pessoas, alguns indígenas, embarcando junto comigo, todos pagos pela Dilma com dinheiro público. Acho que eles avisaram que eu estava no avião aos outros aqui em Manaus. Quando estava no saguão, eles começaram a me perseguir, gritando que eram contra o meu voto pelo Impeachment, me chamando de golpista. Um rapaz chegou a jogar um cartaz em cima de mim e eu reagi de volta. Quando eu reagi, as pessoas no aeroporto começaram a me aplaudir e a gritar meu nome. Foi preciso que os funcionários me escoltassem até o meu carro". Pauderney disse que oito pessoas, das que o agrediram, vieram com ele no avião, de Brasília, e acredita que entre mais sete ou oito se juntaram ao grupo no aeroporto. Afirmou, ainda, que iria solicitar as imagens do sistema de segurança à Polícia Federal, para entrar com uma representação contra os supostos agressores.

### Apoio a Michel Temer
Em abril de 2017 votou a favor da Reforma Trabalhista. Em agosto de 2017 votou a favor do presidente Michel Temer, no processo em que se pedia abertura de investigação, e que poderia afastá-lo da presidência da república. O voto do deputado ajudou a arquivar a denúncia do Ministério Público Federal.